# Hikikomori

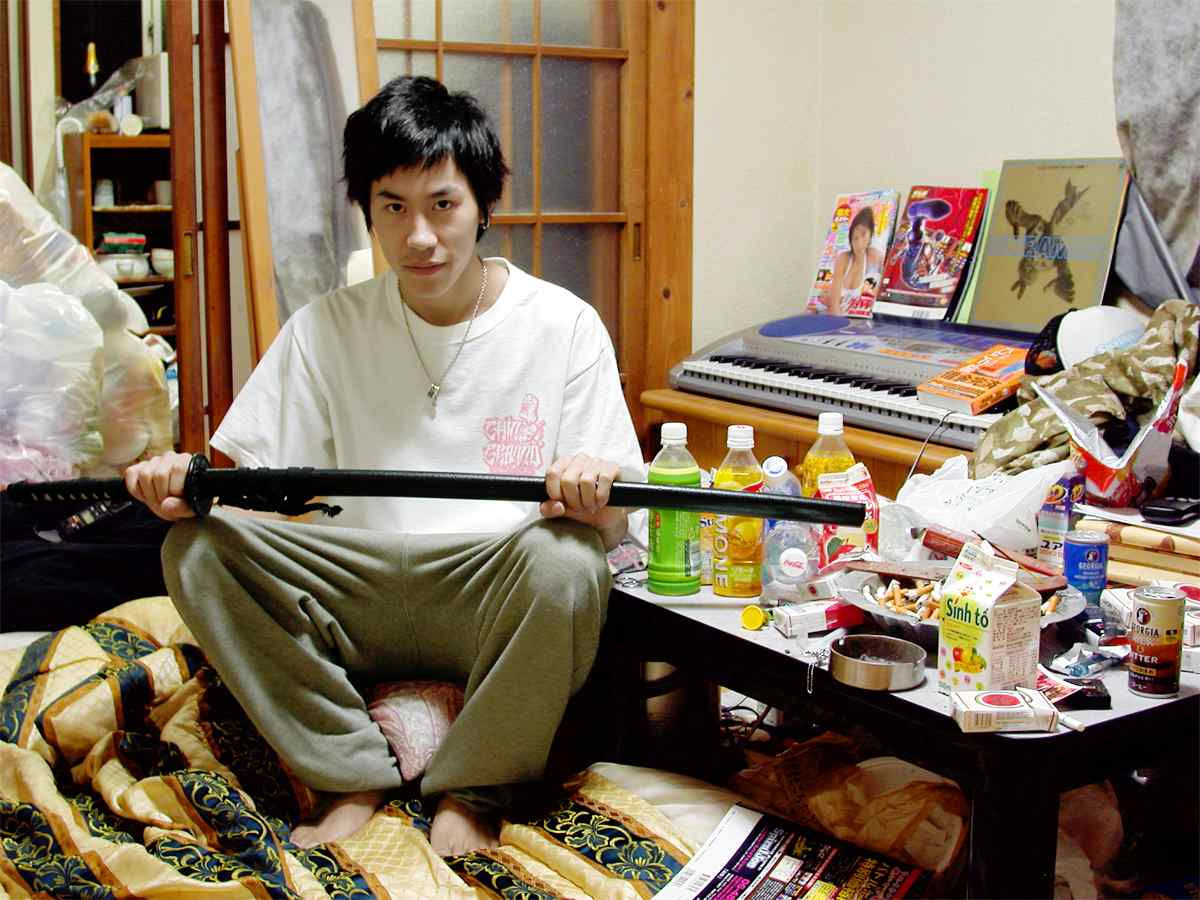
En hikikomori i Japan, 2004.

Hikikomorí (japanska: ひきこもり eller 引き籠もり) är ett japanskt begrepp med betydelsen "att dra sig undan", alternativt ”den som stänger sig inne”. På svenska har ordet hemmasittare använts.
Ordet hikikomori myntades på 1990-talet av en japansk psykiater för att beskriva ungdomar som isolerar sig i sitt föräldrahem under minst ett halvårs tid och som inte har något socialt liv. De varken studerar eller arbetar och kan inte själva bryta sitt livsmönster. Den ekonomiska försörjningen säkras genom hjälp från den närmaste familjen.
Hikikomoriernas tillstånd motsvaras av de medicinska diagnoserna utbrändhet och social fobi.
Den japanska allmänheten betraktar hikikomorierna som lata och egoistiska, ”parasiter” som utnyttjar både föräldrar och samhället. Men en del forskare lyfter numera även fram positiva sidor av det sociala tillbakadragandet. Vissa ungdomar behöver kanske mer tid för att fundera över vilka de är och vad de vill göra med sina liv.

## Utbredning
Hikikomori är globalt sett mest utbrett i Japan och Sydkorea, två länder som båda präglas av starka konfucianska värderingar. Enligt uppgifter från japanska hälsoministeriet kan det röra sig om runt 700 000 unga japaner som har stängt sig inne.
Liknande kulturella normer finns också i Kina, Taiwan och i Vietnam. Problemet har dock inte nått lika stor utbredning i dessa länder.
Det finns hikikomori inom alla åldersgrupper i Japan och både bland män och kvinnor. Medelåldern för när de börjar dra sig undan är 15 år. Genomsnittsåldern för hikikomorier är drygt 30 år och flera studier har visat att tre av fyra är män, ofta förstfödda söner från resursstarka medelklassfamiljer. Mörkertalet för kvinnliga hikikomorier tros dock vara stort.
I Sverige finns projektet Hikikomori i Umeå, Uppsala och Knivsta kommun. I projektet samarbetar psykiatrin och socialtjänsten för ungdomar mellan 16 och 25. Inom ramen för projektet erbjuds hembesök samt planering av stöd tillsammans med ungdomen. Även aktiviteter och utflykter erbjuds.

### En ny subkultur
Fenomenet är så pass vanligt i Japan att en ny subkultur har utvecklats. Det finns tidningar, magasin, webbplatser och online-affärer som särskilt vänder sig till hikikomorier.

## Orsaker
En orsak i Japan tros vara att den, oftast, unga pojken drar sig tillbaka efter en mindre kris i sitt liv, vilket i sig själv blir ett socialt stigma. En kraft som nämns i detta sammanhang är sekentei, vilket är personens rykte i ett samhälle samt vilket intryck denne önskar göra på andra. Ju längre en ensam vistelse varar, desto mer misslyckad kan denna person känna sig, vilket leder till att den självvalda ensamhet fortgår.
Det finns ofta en gemensam problematik bland hikikomorierna, och det är skolvägran. Under 1990-talet fördubblades antalet elever som hade varit frånvarande utan giltiga skäl i över en månad.
En annan viktig orsak är det historiskt och kulturellt betingade symbiotiska förhållandet mellan mor och son i japansk kultur, det vill säga mycket nära band mellan mor och son, och den stora press att lyckas såväl karriär- som familjemässigt det japanska samhället ställer på i första hand familjens äldsta son. Familjernas äldsta söner utsätts ofta för en alltför stor press att lyckas akademiskt och av sig själva, att de viker sig under bördan.
Familjemedlemmar i Japan tar stort ansvar för varandra och barnen förlitar sig på föräldrarnas oreserverade kärlek. Detta speciella beroendeförhållande, ”amae”, betraktas som positivt inom den japanska kulturen. Men en del psykologer menar att med en frånvarande pappa och en överbeskyddande hemmamamma, kan beroendeförhållandet bli för starkt, nästan symbiotiskt, band mellan mödrar och barn. En psykolog beskriver det så här: "Japanska föräldrar säger till sina barn att flyga, men håller samtidigt fast dem i anklarna."
Självklart ses det som ett stort problem att unga som skulle kunna bidra till samhället stänger in sig på sina rum och vägrar arbeta och studera, med tanke på Japans åldrande befolkning och låga födelsetal.
Internet och Internetspel är i många fall en omfattande sysselsättning för ungdomar som dragit sig undan sin omgivning. Det moderna samhällets många virtuella världar nämns av vissa skribenter som en viktig eller kompletterande orsak till syndromets framväxt. De drabbade känner sig då ofta nedstämda när de tas bort från sin identitetsskapande spelmiljö (se även spelberoende).

### Åtgärder
Ett flertal hjälporganisationer som vänder sig till drabbade familjer har grundats, bland annat organisationen New Start som bildades för drygt 10 år sedan. De försöker bryta det sociala beroendet mellan föräldrar och deras vuxna barn, genom ett halvvägsboende där hikikomorierna får ta eget ansvar för matlagning, tvätt och städning som ett första steg ut i samhället igen.
New Start har även ett program med så kallade hyrsystrar eller hyrbröder, som föräldrar kan anlita om de inte lyckas få sina barn att lämna sina rum inom rimlig tid. Ett hyrsyskon kan lättare få kontakt med dem som stängt sig inne eftersom de talar samma språk som hikikomorierna och vet hur det är att vara ung i dagens Japan.
Det finns buddhistiska grupper i Japan som tar sig an hikikomorier och integrerar dem i tempellivet. Framtiden får utvisa om de, precis som munkar, kan få en roll som intellektuella och upplysta tänkare som bidrar med nya perspektiv till vår kultur, något som alla kan ha nytta av.

## Besläktade begrepp
Begreppet hikikomori är relaterat till det snarlika NEET, vilket är en engelsk förkortning för "Not in Education, Employment, or Training". Det handlar alltså om en person som vare sig studerar, är anställd eller gör praktik (och inte heller aktivt söker något av de alternativen). En sådan person hamnar "mellan stolarna" i samhällssystemet och riskerar också social isolering. Även om begreppet först lanserades i Storbritannien och där används på regeringsnivå, har det även fått vid spridning i östra Asien.
I Sverige förekommer begreppet hemmasittare om ungdomar som vägrar att gå i skolan. Enligt Skolverket är 4 av 1000 elever i högstadiet hemmasittare, men mörkertalet antas vara stort.

## Exempel i populärkulturen
Företeelsen hikikomori har skildrats i animerade TV-serier som Serial Experiments Lain, Rozen Maiden (baserad på manga) och N.H.K. ni yōkoso! (baserad på roman, även som manga). Den är även ett viktigt inslag i den sydkoreanska långfilmen Kimssi pyoryugi (engelska: Castaway on the Moon) från 2009.
I Den mörka sidan, en fransk tecknad serie av Sylvain Runberg och Olivier Martin som utspelar sig i Tokyo, tas problematiken upp kring hur man bäst bryter en isolering.
Begreppet hikikomori förekommer i indie-spelet Omori, där man får styra en tonårspojke som isolerat sig från omvärlden i fyra år på grund av trauma från hans barndom.